# جون ويلكس (سياسي)
جون ويلكس (حاصل على زمالة الجمعية الملكية؛ 17 أكتوبر 1725 – 26 ديسمبر 1797) كان صحفيًا وسياسيًا إنجليزيًا راديكاليًا، فضلًا عن كونه قاضٍ وكاتب مقالات وجندي. انتخب عضوًا في البرلمان للمرة الأولى في عام 1757. خلال نزاع ميدلسكس الانتخابي، قاتل من أجل حق ناخبيه وليس مجلس العموم في تحديد ممثليهم. في عام 1768، قمعت الاحتجاجات الغاضبة من أنصاره في مذبحة حقول القديس جورج. في عام 1771، كان له دور بارز في إلزام الحكومة بمنح منظمي الطباعة الحق في نشر روايات حرفية عن المناقشات البرلمانية. في عام 1776، قدم أول مشروع قانون للإصلاح البرلماني في البرلمان البريطاني.
أثناء حرب الاستقلال الأميركية، كان نصيرًا للثوار الأميركيين، الأمر الذي زاد من شعبيته لدى الأميركيين من ذوي البشرة البيضاء. إلا أنه في عام 1780، تولى قيادة قوات الميليشيا التي ساهمت في إخماد أعمال الشغب في ولاية جوردون، الأمر الذي ألحق الضرر بشعبيته لدى العديد من المتطرفين. مثل ذلك له نقطة تحول، ودفعه إلى تبني سياسات أكثر تحفظًا على نحو متزايد، ما تسبب في استياء أصحاب الأراضي من ذوي الدخول المنخفضة إلى المتوسطة. كان لفعله ذاك دور كبير في خسارة مقعده البرلماني في ميدلسكس في الانتخابات العامة عام 1790. في سن الخامسة والستين، تقاعد ويلكس عن السياسة، ولم يشارك في الإصلاحات الاجتماعية التي أعقبت الثورة الفرنسية، مثل التحرر الكاثوليكي في تسعينيات القرن العشرين. خلال حياته، اكتسب سمعة بأنه ليبرتي (حركة الإباحية).

## نشأته وشخصيته
ولد جون ويلكس في حي كليركينويل وسط لندن، وكان الطفل الثالث في عائلة اسرائيل ويلكس جونيور وسارة ويلكس (اسم عائلتها قبل الزواج؛ هيتون). من بين أشقائه: الأخت الكبرى سارة ويلكس، من مواليد 1721؛ الأخ الأكبر إسرائيل ويلكس الثالث (1722-1805)؛ الأخ الأصغر هيتون ويلكس (1727-1803)؛ الأخت الأصغر ماري هايلي (اسم عائلتها قبل الزواج؛ ويلكس (1727-1803)؛ الأخت الأصغر ماري هايلي، (اسم عائلتها قبل الزواج؛ ويلكس (1728-1808)؛ الأخت الصغرى آن ويلكس (1736-1750)، التي توفيت بسبب الجدري في سن 14 عامًا.
تلقى جون ويلكس تعليمه في البداية في أكاديمية في هيرتفورد، وأعقب ذلك دروس خاصة، ليلتحق بعدها بجامعة لايدن في جمهورية هولندا. هناك التقى أندرو باكستر، رجل دين مشيخي أثر كثيرًا في وجهات نظر ويلكس حول الدين. مع أن ويلكس بقي في كنيسة إنجلترا طوال حياته، إلا أنه تعاطف كثيرًا مع البروتستانت المعتزلين وكان من رواد التسامح الديني منذ سن مبكرة. تنامى لدى ويلكس شعور وطني عميق لبلده. خلال تمرد اليعاقبة عام 1745، أسرع إلى لندن لينضم إلى جمعية الموالين واستعد للدفاع عن العاصمة. بمجرد انتهاء التمرد بعد معركة كولودن، عاد ويلكس إلى هولندا لإكمال دراسته.
في عام 1747، تزوج من ماري ميد (1715-1784)، وتملك عقارات وبدأ يكسب دخلًا في باكينغهامشير. أنجبا طفلًا واحدً، مريم (التي عرفت باسم بولي)، وأخلص لها جون لبقية حياته. انفصل ويلكس وماري سنة 1756 انفصالًا كاملًا. لم يتزوج ويلكس مرة أخرى أبدًا، وكسب سمعة بكونه منحرفًا. عرف بإنجابه طفلين آخرين؛ جون هنري سميث وهاريت ويلكس.
انتخب ويلكس زميلًا في الجمعية الملكية في عام 1749 وعين رئيسًا أعلى لمجلس إدارة باكينغهامشير في عام 1754. كان مرشحًا غير ناجح لبيرويك في الانتخابات البرلمانية لعام 1754، ولكنه انتخب لولاية إيليسبري في عام 1757 ومرة أخرى في عام 1761. أجريت الانتخابات في كنيسة السيدة مريم العذراء في إيليسبري، حيث أخذ مقعدًا كنسيًا. أقام في دار بريبيندال، بارسونز في، إيليسبري.
كان عضوًا في فرسان القديس فرانسيس في ويكومب، المعروف أيضًا باسم نادي هيلفاير أو رهبان ميدمنهام، وكان محركًا لحيلة ربما ساهمت بالمسارعة في تفكيك النادي. كان للنادي عدد كبير من الأعضاء المتميزين، منهم جون مونتاغو، إيرل ساندويتش الرابع، والسير فرانسيس داشوود. يقال أن ويلكس كان يجلب معه قرد ماندريل لى الشعائر التي تقام في النادي، وارتدى القرد طاقية وقرونًا، وكانت ملامحه الطبيعية أكثر لفتًا للانتباه بطلاء فوسفوري، ما أثار فوضى في صفوف الأعضاء السكارى.
عرف ويلكس بقبحه، إذ كان يسمى أبشع رجل في إنجلترا في ذلك الوقت. كان فكه خشنًا وناتئًا، لكنه امتلك جاذبية أنست من حوله تلك الصفات. كان يتفاخر بأن كان يستغرق منه سوى نصف ساعة للحديث عن وجهه»، رغم أنك تلك المدة تغيرت في عدة روايات، كرر ويلكس ترديد ذلك الادعاء. أشار أيضًا إلى أن «منافسة لمدة شهر» ستضمن له الفوز في أي قضية حب.
عرف بذكائه اللفظي وردوده اللاذعة على الشتائم. مثلًا، عندما أخبر أحد الناخبين أنه يفضل التصويت لصالح الشيطان على التصويت له، أجاب ويلكس: «حسنًا، وإن أراد صديقك ذاك عدم الترشح، فهل يمكنني الاعتماد على تصويتك؟».
ي مقابلة مع جون مونتاغو، إيرل ساندويتش الرابع، قال الأخير: «سيدي، لا أعرف ما إذا كنت ستموت على المشنقة أو بسبب الجدري»، رد ويلكس مجيبًا، «ذلك يعتمد، سيدي، على ما إذا كنت أعتنق مبادئ سيادتك أو عشيقتك». يخالف فريد آر. شابيرو في «كتاب ييل للاستشهادات» (2006)، في وصف ذلك على أساس الادعاء الذي ظهر لأول مرة في كتاب صدر في عام 1935، ولكنه ينسب إلى ويلكس في كتاب هنري بروغام «رسومات تاريخية» (1844)، حسب برنار هوارد، دوق نورفولك الثاني عشر، الذي ادعى حضوره حينها، وكذلك في كتاب تشارلز مارش «أندية لندن» (1828). أشار بروغام إلى أن الحدث حصل في فرنسا ونسب سابقًا إلى أونوريه غابرييل ريكوتي، كونت دي ميرابو، والكاردينال جان سيفرين موري.

## صحافة راديكالية
بدأ ويلكس حياته المهنية في البرلمان كأحد أتباع ويليام بيت الأكبر، وأيد بحماس تورط بريطانيا في حرب السنوات السبع بين عامي 1756 و1763. حين تولى الأسكتلندي جون ستيوارت الثالث إيرل بوتي رئاسة الحكومة في عام 1762، بدأ ويلكس منشورات راديكالية أسبوعية في صحيفة ذا نورث برايتون، لمهاجمة الإيرل، مستخدمًا نبرة معادية للأسكتلنديين. أشار العنوان بتهكم إلى الصحيفة الموالية للحكومة، ذا برايتون، إذ تشير كلمة نورث إلى اسكتلندا. غضب ويلكس خاصة مما اعتبره خيانة بوت في موافقته على شروط سلام سخية للغاية مع فرنسا لإنهاء الحرب.
في 5 أكتوبر 1762، خاض ويلكس مبارزة مع وليام تالبوت، إيرل تالبوت الأول. كان تالبوت اللورد ستيوارد والتابع لبوت؛ وتحدى ويلكس في مبارزة مسدسات بعد سخريته منه في العدد 12 من صحيفة ذا نورث برايتون. وقعت المواجهة في باغشوت في الليل لتجنب لفت انتباه القضاء. على مدى ثمانية ياردات، أطلق تالبوت وويلكس نيران مسدساتهما، لكن أيًا منهما لم يصب. بعد أن تصالحا إلى حد ما، ذهبا إلى حانة مجاورة واحتسا زجاجة من النبيذ سويًا. لاحقًا، عندما أصبحت علاقتهما معروفة، اعتبرها البعض كوميدية، ونشرت طبعة ساخرة منهما. حتى أن بعض المعلقين شجبوا المبارزة باعتبارها خدعة، وأنها تمت لتعزيز سمعة كلا الرجلين.